# WorldEdit
WorldEdit，又稱小木斧、神奇小木斧、世界編輯器或創世神，是我的世界的一款模组，能够协助游戏内的建筑玩法。该模组由EngineHub开发组研制，于2010年9月28日发行第一个版本，用于hMod平台。 现在可以在CurseForge上下载Fabric和Forge mod版本的WorldEdit模组。WorldEdit在我的世界多人游戏更新后一个月就已发布，因而被称为最古老的服务器端模组之一，  同時，它亦被列为最受欢迎的模组之一。   WorldEdit最初由sk89q开发，目前由Me4502维护。
WorldEdit已被我的世界社区列为最受欢迎的一种构建工具。 WorldEdit还被美国的部分专利  和科学论文引用。众多我的世界建筑家和艺术家在其存档中使用WorldEdit进行建造。 
WorldEdit的主要功能和核心机制是协助玩家构建建筑。WorldEdit可以通过各种工具（例如画笔工具 ，区块替换工具等）来创建任何物体。
自2019年9月起，WorldEdit可作为独立软件在Minecraft以外的软件使用，令WorldEdit可以在其他游戏或软件中发挥出它的功效，例如WorldEdit Golf。 